# The Kennel Club

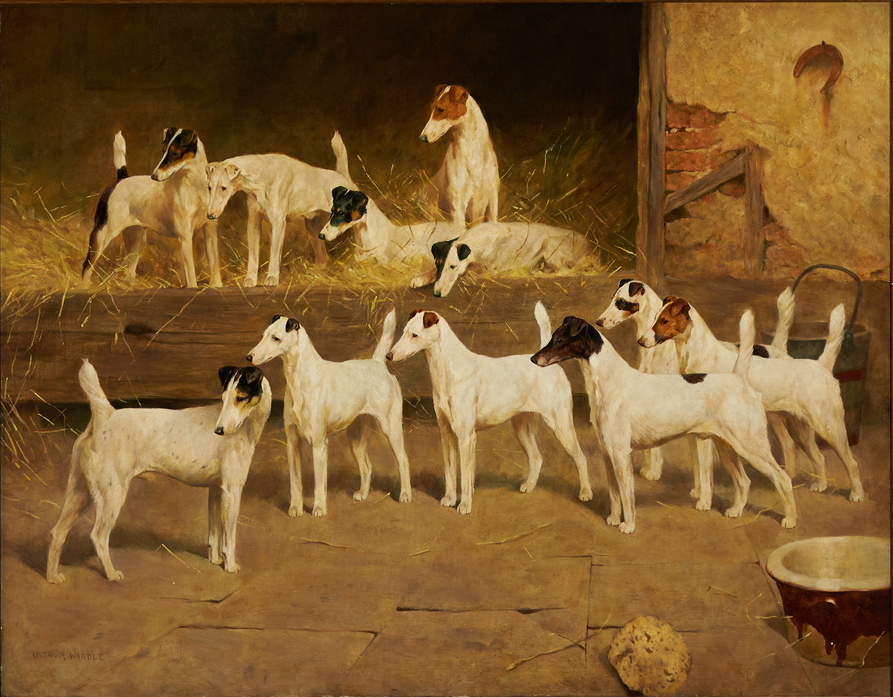
Målning från 1897

The Kennel Club (KC) är Storbritanniens nationella kennelklubb. Organisationen bildades 1873 i London.
KC organiserar Crufts Dog Show, en av världens största och mest prestigefyllda hundutställningar.
KC är inte medlem i den internationella kennelfederationen Fédération Cynologique Internationale (FCI) men har samarbete när det gäller avel och utställningar. KC tillämpar en gruppindelning av hundraser som skiljer sig från FCI:s.